# Anomala nigrovirens
Anomala nigrovirens är en skalbaggsart som beskrevs av Edmund Reitter 1894. Anomala nigrovirens ingår i släktet Anomala och familjen Rutelidae. Inga underarter finns listade i Catalogue of Life.